# Chyże (województwo lubuskie)
Chyże (dawna niem. nazwa Hundsbelle) – wieś w woj. lubuskim, w pow. krośnieńskim, w gminie Krosno Odrzańskie. Graniczy z Krosnem Odrzańskim.
Jest to jednodrożna wieś o zabudowie po obu stronach drogi, usytuowana wzdłuż Odry.
W latach 1954–1958 wieś należała i była siedzibą władz gromady Chyże, po jej zniesieniu w gromadzie Krosno Odrzańskie. W latach 1975–1998 miejscowość położona była w województwie zielonogórskim.